# Sicarios (Judea)

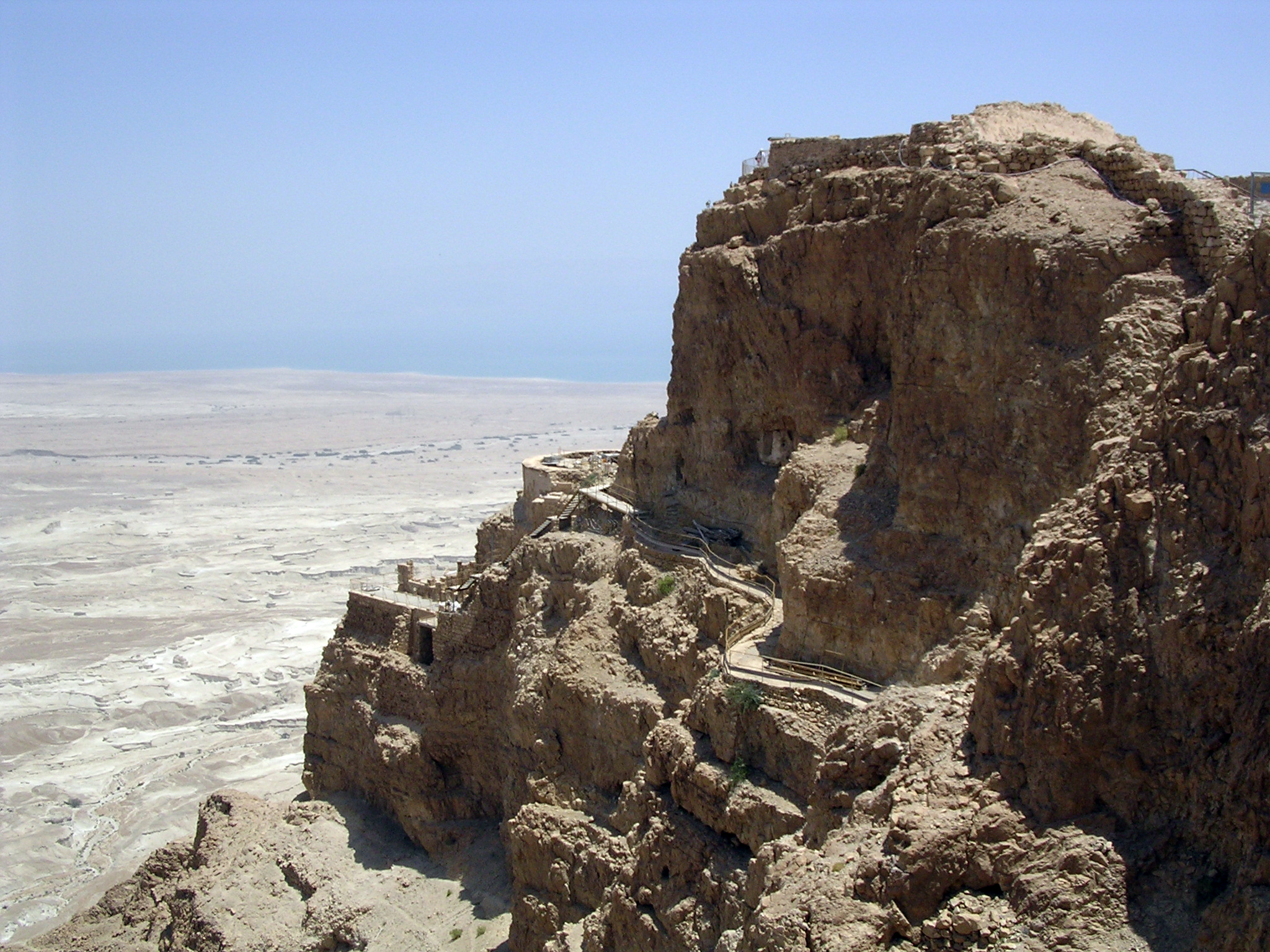
Mesada, antigua fortaleza de los sicarios judíos durante la primera guerra judeo-romana.

Los sicarii o sicarios (en hebreo moderno: סיקריים siqariyim) fueron un grupo disidente de los zelotes judíos que, en las décadas previas a la destrucción de Jerusalén en el 70 d. C., se opusieron firmemente a la ocupación romana de Judea e intentaron expulsarlos y a sus simpatizantes de la región. Los sicarios portaban sicae, o pequeñas dagas, ocultas en sus capas. En reuniones públicas, sacaban estas dagas para atacar por igual a romanos y a sus supuestos simpatizantes, mezclándose entre las multitudes tras el hecho para no ser detectados.
Los Sicarii son considerados como una de las primeras unidades de asesinato organizado de capa y espada de las que se tenga conocimiento, anteriores a los Hashishin islámicos y a los ninjas japoneses por siglos. El término en español derivado sicario se usa en la América Latina contemporánea para describir a un asesino a sueldo.

## Etimología
En latín, Sicarii es la forma plural de Sicarius «hombre de la daga», «portador de daga». Sica, posiblemente del protoalbanés *tsikā (de donde proviene en albanés thika, «cuchillo»), a su vez del protoindoeuropeo *ḱey- («afilar») posiblemente vía ilirio. En el uso latino posterior, «sicarius» también era el término estándar para un asesino (véase, por ejemplo, Lex Cornelia de Sicariis et Veneficiis), y hasta el día de hoy «sicarius» es un asesino asalariado en español y un asesino contratado en italiano y portugués.

## Historia
Se cree que entre las víctimas de los Sicarii se encontraba el sumo sacerdote Jonatán, si bien es posible que su asesinato haya sido orquestado por el gobernador romano Antonio Félix. Algunos asesinatos fueron seguidos por severas represalias por parte de los romanos contra toda la población judía de la región. Con todo, en algunas ocasiones, los Sicarii dejaban en paz a su víctima prevista si se cumplían sus términos. Mucho de lo que se sabe sobre los Sicarii proviene de las Antigüedades judías y La guerra de los judíos de Flavio Josefo, quien escribió que los Sicarii acordaron liberar al secretario secuestrado de Eleazar, gobernador del recinto del Templo, a cambio de la liberación de diez asesinos capturados.
Al comienzo de la primera guerra judeo-romana, los sicarii y (posiblemente) colaboradores zelotes (Flavio Josefo diferenciaba entre los dos grupos pero no explicó en profundidad las principales diferencias), lograron acceder a Jerusalén y cometieron una serie de atrocidades con el ánimo de incitar a la población a la guerra contra Roma. En una descripción, que aparece en el Talmud, destruyeron el suministro de alimentos de la ciudad, usando la hambruna para obligar a la gente a que lucharan contra el asedio romano, en vez de negociar la paz. Sus líderes, entre ellos Menahem ben Judá y Eleazar ben Ya'ir, fueron figuras notables en la guerra, y el grupo luchó muchas batallas como soldados contra los romanos. Junto con un pequeño grupo de seguidores, Menahem se dirigió a la fortaleza de Masada, tomó control de una guarnición romana y masacró a los 700 soldados allí estacionados. También se tomaron otra fortaleza llamada Antonia y derrotaron a las tropas de Agripa II. Asimismo, Menahem los entrenó para realizar varias operaciones de guerrilla contra convoyes y legiones romanas estacionadas alrededor de Judea.
Flavio Josefo escribió también que los sicarii asaltaban pueblos hebreos cercanos, incluyendo Ein Guedi, donde masacraron a 700 mujeres y niños.
Los zelotes, sicarios y otros rebeldes prominentes unieron finalmente fuerzas para atacar y tomarse temporalmente a Jerusalén de manos de Roma en el año 66 d. C., haciéndose con el control del Templo de Jerusalén y ejecutando a quien intentara oponerse a su poder. La población local resistió su control y lanzó una serie de asedios y redadas para eliminar a las facciones rebeldes. Los rebeldes acallaron el levantamiento y Jerusalén se mantuvo en sus manos durante la guerra. Los romanos finalmente llegaron para recuperar la ciudad, y lanzaron contraataques y asedios para matar de hambre a los rebeldes que estaban dentro. Los rebeldes resistieron durante algún tiempo, pero las constantes disputas y la falta de liderazgo llevó a que los grupos se desintegraran. El líder de los sicarios, Menahem, murió asesinado por facciones rivales en medio de un altercado. Pronto, los romanos recuperaron el control y finalmente destruyeron la ciudad entera en el año 70 d. C.
Eleazar y sus seguidores regresaron a Masada y continuaron su rebelión contra los romanos hasta el año 73 d. C. Los romanos capturaron la fortaleza y, según Flavio Josefo, descubrieron que la mayoría de sus defensores se habían suicidado en lugar de rendirse. En La guerra de los judíos (cap. vii) de Flavio Josefo, tras la caída del Templo en el año 70 d. C., los sicarios se convirtieron en la facción hebrea revolucionaria dominante, esparcida por el extranjero. Flavio Josefo los asocia particularmente con el suicidio en masa ocurrido en la fortaleza de Masada en el 73 d. C. y la negativa subsecuente «a someterse al censo fiscal cuando Cirenio fue enviado a Judea a hacer uno» (Flavio Josefo) como parte del esquema político y religioso de su rebelión.
Algunos autores creían que Judas Iscariote, uno de los Doce Apóstoles de Jesús según el Nuevo Testamento, era un sicario. Los historiadores modernos objetan tal opinión, principalmente porque Flavio Josefo en La Guerra de los judíos (2, 254-257) menciona la aparición de los sicarios como un fenómeno nuevo durante las procuradurías de Félix (52-60 d. C.), que no tienen relación aparente con el grupo llamado Sicarii por los romanos en tiempos de Cirenio. El compendio de la ley oral judía del siglo II, la Mishná (Makhshirin 1:6), menciona la palabra sikrin (en hebreo: סיקרין‎), quizás relacionada con la de Sicarii, y que los primeros comentaristas rabínicos explican como relacionada con el en griego: ληστής  (= ladrones), y al personal del gobierno involucrado en la implementación de las leyes del Sicaricón. Maimónides, en su Comentario sobre la Mishná (Makhshirin 1:6), explica que la misma palabra sikrin significa «personas que acosan y que están dispuestas a ser violentas».